# Mariampol (gmina Rzesza)
Mariampol (lit. Marijampolis) – wieś na Litwie, w okręgu wileńskim, w rejonie wileńskim, w gminie Rzesza. Graniczy z Wilnem.

## Historia
W dwudziestoleciu międzywojennym folwark leżący w Polsce, w województwie wileńskim, w powiecie wileńsko-trockim, w gminie Rzesza. W 1931 miejscowość liczyła 16 mieszkańców, zamieszkałych w 2 budynkach.
Po II wojnie światowej w granicach Związku Sowieckiego. Od 1991 na niepodległej Litwie.